# Grammaire de l'ukrainien
La grammaire de l'ukrainien, comme celle des langues slaves en général, est caractéristique pour les langues flexionnelles. Le poids du synthétisme y est relativement important par rapport à celui de l'analytisme. De ce fait, l'ukrainien possède une déclinaison et une conjugaison relativement riches en formes. Les formes modales et temporelles du verbe ne sont pas nombreuses, mais elles expriment bien la catégorie grammaticale de la personne. Seul le temps passé de l'indicatif ne l'exprime pas, en revanche, il exprime trois genres grammaticaux, le masculin, le féminin et le neutre, comme les parties du discours nominales. Le système verbal de l'ukrainien se caractérise également par l'indication systématique de la catégorie de l'aspect.

## Morphologie

### Le nom

#### Genre des noms
En général, c'est le dernier son de la forme de base, celle du cas nominatif singulier qui indique le genre des noms mais il y a des exceptions.

##### Terminés en consonne dure
Presque tous les noms terminés en consonne dure, c'est-à-dire non mouillée, sont du genre masculin, ex. робітник « travailleur », син « fils », будинок « bâtiment ». Certains noms d'occupations exercées aussi par des femmes font exception, mais les mots qui sont à accorder en genre, le sont au féminin avec ces noms, ex. Президент прибула « La présidente est arrivée » vs Президент прибув « Le président est arrivé ». La plupart de ces mots sont des emprunts relativement récents mais il y en a des autochtones aussi, comme лікар « médecin ».
Parmi un certain nombre de noms terminés en б, п, в, м, ф, ш, ч, щ et ж, certains sont masculins, d'autres – féminins. Des exemples de masculins sont ніж « couteau », плач « pleur », рукав « manche (de vêtement) ». Les féminins avaient à l'origine les mêmes consonnes finales, mais mouillées, qui sont devenues dures au cours de l'histoire de la langue, par exemple dans les mots подорож « randonnée, voyage », ніч « nuit », кров « sang ».

##### Terminés en consonne mouillée
Certains de ces noms sont masculins, d'autres féminins. Le genre de ceux dépourvus d'un suffixe spécifique ne peut ressortir que du contexte. Des exemples de tels masculins sont біль « douleur », день « jour, journée », нікель « nickel », et de féminins – лінь « paresse », осінь « automne », смерть « mort ».
Le genre d'autres noms en consonne mouillée est indiqué par des suffixes spécifiques :
- Sont masculins ceux avec les suffixes :
  - -ець : Українець « Ukrainien », читець « récitateur », etc. ;
  - -тель : вчитель « instituteur », мислитель « penseur », etc. ;
- Sont féminins ceux avec le suffixe -ість : молодість « jeunesse », свіжість « fraîcheur », etc.

##### Terminés en-a
La plupart de ces noms sont féminins :
- sans suffixe : сестра « sœur », нога « pied, jambe », сторона « côté », etc. ;
- avec un suffixe spécifique : дочка « fille (de ses parents) », вівчарка « bergère », студентка « étudiante », etc.

Il y a aussi des noms communs épicènes de personnes terminés en -a, dont le sexe peut ressortir du contexte : слуга « serviteur, servante », колега « collègue », листоноша « facteur, factrice » (littéralement « porteur, -se de lettres »). Parmi ces noms, certains ont le suffixe -xa, qui peut avoir une valeur expressive, ex. сіромаха « pauvre, pauvresse ».
À côté des nombreux prénoms féminins en -a, il y a aussi des masculins avec cette terminaison. Ce sont des diminutifs, comme Жора (< Георгій, Heorhiï équivalent de « Georges »), ou des prénoms habituels, comme Микола, Mykola équivalent de « Nicolas ».
Il existe aussi quelques noms neutres terminés en -a, dans lesquels la terminaison porte l'accent tonique, ex. ведмежá « ourson ».

##### Terminés en-я
Une partie de ces noms sont féminins sans suffixe (ex. цибуля « oignon ») ou avec le suffixe -ниця (ex. робітниця « ouvrière, travailleuse »).
D'autres désignent aussi bien des personnes de sexe masculin, que de sexe féminin, ex. п’яниця « ivrogne », тихоня « personne taciturne ».
Il y a aussi des prénoms féminins, ainsi que masculins diminutifs en -я : Вася (< Василь « Basile »), Женя (< Євген « Eugène »).
Beaucoup de noms avec cette terminaison sont neutres, ex. здоров’я « santé ». Parmi ces noms il y en a qui désignent des petits d'animaux : каченя « canardeau », лисеня « renardeau », etc. Il est facile de reconnaître comme neutres les noms en -я précédé d'une consonne géminée, comme почуття « sentiment », моделювання « modelage », etc.

##### Terminés en-oou en-e
Les noms communs en -o sont tous neutres, ex. вікно « fenêtre », коліно « genou », місто « ville ».
Certains prénoms diminutifs ou non se terminent également en -o : Ванько (< Іван « Ivan »), Павло « Paul », etc. Il y a aussi des noms communs de personnes masculins dans cette catégorie, certains habituels, d'autres diminutifs : батько « père », батенько « papa ».
Pratiquement tous les noms terminés en -e sont neutres, ex. місце « lieu », поле « champ », явище « phénomène ».

#### Déclinaison des noms
Le nom ukrainien se caractérise par sept cas grammaticaux. La fonction primordiale du nom à chacun de ces cas est :
- nominatif (N.) – sujet ;
- génitif (G.) – complément du nom exprimant un possesseur ;
- datif (D.) – complément d'objet indirect d'attribution ;
- accusatif (A.) – complément d'objet direct ;
- instrumental (I.) – complément circonstanciel exprimant l'instrument d'une action ;
- locatif (L.) – complément circonstanciel de lieu ;
- vocatif (V.) – cas sans fonction syntaxique, le nom à ce cas servant à s'adresser directement à quelqu'un.

Les noms sont groupés en quatre classes de déclinaison en fonction de leur genre et de la terminaison de leur forme de base. Ces classes comportent des sous-classes aussi, selon que le radical des noms se termine en consonne dure, mouillée ou chuintante (ш, ж, ч, дж). Ci-après sont donnés seulement des exemples représentatifs pour la plupart des noms de chaque classe et sous-classe.

##### 1redéclinaison
Cette classe comprend des noms masculins au radical terminé en consonne et des neutres au nominatif singulier en -o, -e ou -я, sauf ceux ayant les suffixes -ат-, -ят- ou -ен- devant leurs désinences, aux cas autres que le nominatif et l'accusatif. Exemples :
Singulier :
| N. | брат « frère » | гай « bois » | село « village » | поле « champ » | знання « savoir » |
| G. | брата          | гаю          | села             | поля           | знання            |
| D. | брату/братові  | гаю/гаєві    | селу             | полю           | знанню            |
| A. | брата          | гай          | село             | поле           | знання            |
| I. | братом         | гаєм         | селом            | полем          | знанням           |
| L. | брату/братові  | гаю          | селі             | полі           | знанні            |
| V. | брате          | гаю          | село             | поле           | знання            |

Pluriel :
| N. | брати   | гаї   | села   | поля       | знання   |
| G. | братів  | гаїв  | сiл    | полїв/піль | знаннь   |
| D. | братам  | гаям  | селам  | полям      | знанням  |
| A. | братів  | гаї   | села   | поля       | знання   |
| I. | братами | гаями | селами | полями     | знаннями |
| L. | братах  | гаях  | селі   | полях      | знаннях  |
| V. | брати   | гаї   | села   | поля       | знання   |

Remarques :
1. Les noms d'animés ont la forme d'accusatif identique à celle de génitif, alors que pour les inanimés elle, est la même que celle de nominatif.
2. Seules les deux premières sous-classes ont une forme de vocatif, et seulement au singulier. Seule la première a une forme à part, la deuxième a le vocatif identique au génitif, les autres, ainsi que toutes au pluriel, ont le vocatif identique au nominatif.
3. Le nom neutre поле « champ » a deux variantes au génitif pluriel. La seconde a la désinence zéro, comme les deux autres neutres à ce cas.
4. Les termes à accorder le sont au neutre avec les emprunts terminés en -o et en -e, comme кіно « cinéma » ou пюре « purée », mais ces noms ne se déclinent pas.

##### 2edéclinaison
Cette classe est celle des noms féminins et masculins ayant la forme de base terminée en -a ou -я.
Singulier :
| N. | сестра « sœur » | межа « limite » | надія « espérance » |
| G. | сестри          | межi            | надії               |
| D. | сестрi          | межi            | надії               |
| A. | сестру          | межу            | надію               |
| I. | сестрою         | межeю           | надією              |
| L. | сестрi          | межi            | надії               |
| V. | сестрo          | межe            | надіє               |

Pluriel :
| N. | сестри   | межi   | надії   |
| G. | сестер   | меж    | надій   |
| D. | сестрам  | межам  | надіям  |
| A. | сестер   | межi   | надії   |
| I. | сестрами | межами | надіями |
| L. | сестрах  | межах  | надіях  |
| V. | сестри   | межi   | надії   |

Remarques :
1. Seuls les noms de cette classe ont une forme propre d'accusatif singulier, qu'ils soient d'animés ou d'inanimés.
2. Les animés ont l'accusatif identique au génitif seulement à l'accusatif pluriel, et les inanimés l'ont identique au nominatif.
3. Toutes les sous-classes ont une forme à part de vocatif, mais seulement au singulier. Au pluriel, toutes l'ont identique au nominatif.

##### 3edéclinaison
Cette classe comprend les féminins à la forme de base terminée en consonne :
|    | Singulier             | Singulier                        | Pluriel    | Pluriel |
| -- | --------------------- | -------------------------------- | ---------- | ------- |
| N. | подорож « randonnée » | вість « nouvelle » (information) | подорожi   | вістi   |
| G. | подорожi              | вістi                            | подорожeй  | вістeй  |
| D. | подорожi              | вістi                            | подорожам  | вістям  |
| A. | подорож               | вість                            | подорожi   | вістi   |
| I. | подорожжю             | вістю                            | подорожами | вістями |
| L. | подорожi              | вістi                            | подорожах  | вістях  |
| V. | подорожe              | вістe                            | подорожi   | вістi   |

##### 4edéclinaison
Cette déclinaison concerne les noms neutres à la forme de base en -a ou en -я ayant, devant les désinences aux cas autres que le nominatif et l'accusatif, le suffixe -ат-, -ят- ou -ен- :
|    | Singulier    | Singulier        | Pluriel | Pluriel  |
| -- | ------------ | ---------------- | ------- | -------- |
| N. | ім’я « nom » | лоша « poulain » | іменa   | лошатa   |
| G. | іменi        | лошати           | імен    | лошат    |
| D. | іменi        | лошатi           | іменами | лошатами |
| A. | ім’я         | лоша             | іменa   | лошатa   |
| I. | іменeм/імям  | лошам            | іменами | лошатами |
| L. | іменi        | лошатi           | іменах  | лошатах  |

### L'adjectif
Dans la grammaire de l'ukrainien, on prend en compte trois types d'adjectifs (en dehors de ceux qu'on appelle adjectifs pronominaux ou déterminants pronominaux) :
- Les adjectifs qualificatifs précisent des propriétés des noms auxquels ils sont subordonnés, étant les seuls à avoir des degrés de comparaison, et qui peuvent remplir aussi bien la fonction d'épithète que celle d'attribut du sujet, ex. тихий « tranquille ».
- Les adjectifs relationnels expriment une relation entre deux noms, généralement ils n'admettent pas de degrés de comparaison et, normalement, il ne peuvent pas être attributs du sujet. Ces adjectifs sont dérivés de noms, ceux qui entrent en relation avec les noms dont ils sont les épithètes, ex. кам’яний « en/de pierre ».
- Les adjectifs possessifs (à ne pas confondre avec les adjectifs pronominaux possessifs, appelés aussi déterminants possessifs) sont dérivés de noms et remplissent toujours la fonction d'épithète qui exprime le possesseur de ce que désigne le nom déterminé. Ces adjectifs se forment avec des suffixes spécifiques pour le genre du nom dont ils proviennent, ex. батькiв (masculin) « du père », сестрин (féminin) « de la sœur ». Ils s'accordent comme tous les adjectifs, en genre, en nombre et en cas avec le nom déterminé.

#### Déclinaison des adjectifs
En ukrainien, les adjectifs qualificatifs et relationnels se distinguent des noms par leurs terminaisons spécifiques données par leurs désinences de nominatif singulier masculin. Ils connaissent deux types de déclinaison, dure et molle.
La déclinaison dure est tout d'abord celle des adjectifs qualificatifs et relationnels ayant la désinence -ий au nominatif singulier masculin :
| Cas | Singulier                 | Singulier    | Singulier | Pluriel                   |
| Cas | Masculin                  | Neutre       | Féminin   | Pluriel                   |
| --- | ------------------------- | ------------ | --------- | ------------------------- |
| N.  | білий « blanc »           | біле         | біла      | білi                      |
| G.  | білого                    | білого       | білої     | білих                     |
| D.  | білому                    | білому       | білiй     | білим                     |
| A.  | inanimés = N. animés = G. | = N.         | білу      | inanimés = N. animés = G. |
| I.  | білим                     | білим        | білою     | білими                    |
| L.  | білому/білiм              | білому/білiм | білiй     | білих                     |

La déclinaison des adjectifs possessifs est également dure. Elle ne diffère que par la forme de nominatif singulier et par le fait que la voyelle i de la désinence -ів alterne aux autres cas avec deux voyelles différentes, selon que le nom dont dérive l'adjectif a une terminaison dure ou mouillée :
- брат → братів – братового « du frère », etc. ;
- Андрій → Андріïв – Андрієвого « d'André », etc.

La déclinaison molle caractérise les adjectifs qualificatifs et relationnels terminé au nominatif singulier masculin en -ій :
| Cas | Singulier               | Singulier     | Singulier | Pluriel                 |
| Cas | Masculin                | Neutre        | Féminin   | Pluriel                 |
| --- | ----------------------- | ------------- | --------- | ----------------------- |
| N.  | синій « bleu »          | синє          | синя      | сині                    |
| G.  | синього                 | синього       | синьої    | синіх                   |
| D.  | синьому                 | синьому       | синій     | синім                   |
| A.  | inanimé = N. animé = G. | = N.          | синю      | inanimé = N. animé = G. |
| I.  | синім                   | синім         | синьою    | синіми                  |
| L.  | синьому/синім           | синьому/синім | синій     | синіх                   |

#### Degrés de comparaison
En ukrainien, il y a synonymie morphologique dans l'expression des degrés de comparaison, entre formes synthétiques (avec des affixes) et formes analytiques, exprimées avec des adverbes ayant le sens « plus », respectivement « moins » devant la forme de degré positif.
De façon régulière, les degrés de comparaison se forment comme suit :
| Degré              | Degré          | Degré          | Forme synthétique | Forme analytique |
| ------------------ | -------------- | -------------- | ----------------- | ---------------- |
| Positif            | Positif        | Positif        | теплий « chaud »  | теплий « chaud » |
| Comparatif         | de supériorité | de supériorité | тепліший          | більш теплий     |
| Comparatif         | d'infériorité  | d'infériorité  | –                 | менш теплий      |
| Superlatif relatif | de supériorité | de supériorité | найтепліший       | найбільш теплий  |
| Superlatif relatif | d'infériorité  | d'infériorité  | –                 | найменш теплий   |

Le degré superlatif relatif de supériorité à forme synthétique peut être intensifié avec deux autres préfixes : якнайтепліший ou щонайтепліший « de loin le plus chaud ».
Il y a aussi des adjectifs au degré comparatif de supériorité formé irrégulièrement, par exemple :
далекий « lointain » – дальший ;
близький « proche » – ближчий ;
високий « haut » – вищий.
D'autres formes irrégulières sont supplétives (d'autres mots que l'adjectif de base) :
великий « grand » – більший ;
малий « petit » – менший ;
добрий « bon » – ліпший, кращий ;
поганий « mauvais » – гірший.

### Le pronom
Comme en français, en ukrainien aussi il y a des mots qui ne sont que des pronoms, par exemple les pronoms personnels, et d'autres, qui peuvent aussi être des déterminants pronominaux, comme le sont certains indéfinis.

#### Les pronoms personnels
Les formes et la déclinaison des pronoms personnels sont présentées ci-dessous :
| Cas | Singulier     | Singulier      | Singulier                      | Singulier     | Pluriel     | Pluriel     | Pluriel                 | Pronom réfléchi |
| --- | ------------- | -------------- | ------------------------------ | ------------- | ----------- | ----------- | ----------------------- | --------------- |
| N.  | я « je, moi » | ти « tu, toi » | він « il, lui », воно (neutre) | вона « elle » | ми « nous » | ви « vous » | вони « ils/eux, elles » | –               |
| G.  | менe          | тебe           | його/нього                     | її/неї        | нас         | вас         | їх/них                  | себе            |
| D.  | менi          | тебi           | йому                           | їй            | нам         | вам         | їм                      | собі            |
| A.  | менe          | тебe           | його/нього                     | її/неї        | нас         | вас         | їх/них                  | себе            |
| I.  | мною          | тобою          | ним                            | нею           | нами        | вами        | ними                    | собою           |
| L.  | менi          | тебi           | ньому/нім                      | ній           | нас         | вас         | них                     | собі            |

Remarques :
1. L'accent sur менe, тебe et себе change de place en fonction de la présence ou non d'une préposition devant ces formes. Par exemple, à l'accusatif, менé (COD) vs про мéне « sur moi, à mon sujet » (COI).
2. Les formes alternatives avec н initial sont utilisées après les prépositions, ex. accusatif її (COD) vs про неї « sur elle, à son sujet ».
3. Le pronom de politesse est ви « vous ».
4. Les mêmes formes correspondent aussi bien aux formes disjointes, qu'aux formes conjointes françaises.

Le pronom réfléchi себе correspond parfois au pronom français « soi ». Il renvoie toujours au sujet de la phrase, quels que soient le genre, le nombre et la personne de celui-ci. Exemples :
Завтра ми повернемося до себе « Demain nous rentrons chez nous » ;
Перед собою я раптом побачив старого друга « Tout à coup, j'ai vu un vieil ami devant moi ».
Tous les pronoms réfléchis conjoints français ont un seul correspondant, -ся (variante -сь), un morphème ajoutée comme un suffixe à toute forme modale, temporelle ou personnelle du verbe, ex. умитися « se laver », умиючись « en se lavant », etc.

#### Les pronoms-déterminants possessifs
En ukrainien, les pronoms possessifs s'emploient avec les mêmes forment en tant que déterminants possessifs. Voici leurs formes de nominatif :
| Possesseur(s) | Objet(s) possédé(s) | 1re personne    | 2e personne      | 3e personne       |
| ------------- | ------------------- | --------------- | ---------------- | ----------------- |
| Un            | Un                  | мій, моє, моя   | твій, твоє, твоя | –                 |
| Un            | Plusieurs           | мої             | твої             | –                 |
| Plusieurs     | Un                  | наш, наше, наша | ваш, ваше, ваша  | їхній, їхнє, їхня |
| Plusieurs     | Plusieurs           | наши            | ваши             | їхні              |

Remarques :
1. Les formes séparées par des virgules sont celles des trois genres, dans l'ordre, masculin, neutre et féminin. Exemples avec des noms qu'ils déterminent : мій брат « mon frère », моє поле « mon champ », моє життя « ma vie », моя сестра « ma sœur ». En tant que pronoms, ils se traduisent « le mien », « la mienne ».
2. Dans le cas de plusieurs possesseurs de la 3e personne, le déterminant s'accorde également avec l'objet/les objets possédés, donc їхній брат « leur frère », їхнє поле « leur champ », їхнє життя « leur vie », їхня сестра « leur sœur », їхні брати/ поля/ сестри « leurs frères/ champs/ sœurs ».
3. Le possesseur unique de la 3e personne s'exprime non pas avec un possessif, mais avec le pronom personnel au génitif, qui n'est pas accordable, donc reste invariable : його « son/sa/ses (à lui) », її « son/sa/ses (à elle) ».

Les possessifs s'accordent en cas aussi avec l'objet possédé, par conséquent ils se déclinent comme les adjectifs en général :
| Cas | Masculin singulier      | Neutre singulier | Féminin singulier | Pluriel                 |
| --- | ----------------------- | ---------------- | ----------------- | ----------------------- |
| N.  | мій                     | моє              | моя               | мої                     |
| G.  | мого                    | мого             | моєї              | моїх                    |
| D.  | моєму                   | моєму            | моїй              | моїм                    |
| A.  | inanimé = N. animé = G. | = N.             | мою               | inanimé = N. animé = G. |
| I.  | моїм                    | моїм             | моєю              | моїми                   |
| L.  | моєму/моїм              | моєму/моїм       | моїй              | моїх                    |

Il y a aussi un pronom-déterminant possessif réfléchi. Il est utilisé à la place des autres possessifs pour ce qui est possédé par le sujet. Ses formes sont свій, своє, своя, свої. Exemples d'emploi :
Я взяв свою валізку « J'ai pris ma mallette » vs Він взяв мою валізку « Il a pris ma mallette » ;
Він взяв свою валізку « Il a pris sa mallette » vs Я взяв його валізку « J'ai pris sa mallette » ;

#### Les pronoms-déterminants démonstratifs
Les démonstratifs aussi ont les mêmes formes en tant que pronoms et déterminants. En ukrainien standard, il y a deux démonstratifs, qui se déclinent comme les adjectifs :
Formes de proximité :
| Cas | Masculin singulier            | Neutre singulier         | Féminin singulier               | Pluriel                                 |
| --- | ----------------------------- | ------------------------ | ------------------------------- | --------------------------------------- |
| N.  | цей « ce ...(-ci), celui-ci » | це « ce ...(-ci), ceci » | ця « cette ...(-ci), celle-ci » | ці « ces ...(-ci), ceux-ci, celles-ci » |
| G.  | цього                         | цього                    | цієї                            | цих                                     |
| D.  | цьому                         | цьому                    | цій                             | цим                                     |
| A.  | inanimé = N. animé = G.       | = N.                     | мою                             | inanimé = N. animé = G.                 |
| I.  | цим                           | цим                      | цією                            | цими                                    |
| L.  | цьому/цім                     | цьому/цім                | цій                             | цих                                     |

Formes d'éloignement :
| Cas | Masculin singulier          | Neutre singulier       | Féminin singulier   | Pluriel                              |
| --- | --------------------------- | ---------------------- | ------------------- | ------------------------------------ |
| N.  | той « ce ...-là, celui-là » | те « ce ...-là, cela » | та « cette ...-là » | ті « ces...-là, ceux-là, celles-là » |
| G.  | того                        | того                   | тієї                | тих                                  |
| D.  | тому                        | тому                   | тій                 | тим                                  |
| A.  | inanimé = N. animé = G.     | = N.                   | мою                 | inanimé = N. animé = G.              |
| I.  | тим                         | тим                    | тією                | тими                                 |
| L.  | тому/тім                    | тому/тім               | тій                 | тих                                  |

Ces pronoms peuvent être employés avec un o- prothétique qui renforce l'idée de proximité, respectivement d'éloignement :
оцей, оце, оця, оцi ;
отой, оте, отa, отi.

#### Pronoms interrogatifs-relatifs et pronoms-déterminants interrogatifs-relatifs
Ceux qui interrogent sur l'identité d'une personne ou d'un inanimé peuvent être seulement pronoms. Ils se déclinent ainsi :
| N. | хто « qui » | що « quoi, que » |
| G. | кого        | чого             |
| D. | кому        | чому             |
| A. | кого        | що               |
| I. | ким         | чим              |
| L. | кому        | чому/чим         |

Що est aussi un pronom relatif invariable qui représente des personnes également. Exemples :
Там сидить дівчина, що мешкає в Одесі. « Là est assise la fille qui habite à Odessa » ;
Я не знаю людини, що їй я дав книжку « Je ne connais pas la personne à qui j'ai donné le livre » (litt. « ... que à elle j'ai donné ... »).
Скільки « combien » est seulement pronom interrogatif. Il n'a que la forme de pluriel, se décline en tant que tel, et le nom ou le pronom personnel à la quantité duquel il se réfère prend la forme de génitif pluriel :
Скільки це коштує? « Combien ça coûte ? » ;
Скільки вас там було? « Vous y étiez combien ? » (littéralement « Combien vous (G.) là-bas était ? ») (construction impersonnelle).
D'autres pronoms interrogatifs sont aussi relatifs, étant également des déterminants. Ils ont des formes spécifiques aux adjectifs et se déclinent comme tels :
- Чий, чиє, чия, чиї « de/à qui » est le mot interrogatif se référant au possesseur : Чия це кімната? « À qui est cette chambre ? » ;
- Який, яке, яка, які peut être :
  - pronom interrogatif ayant le sens « lequel, laquelle, lesquel(le)s » : Який ви хочете? « Lequel voulez-vous ? » ;
  - déterminant interrogatif ayant le sens « quel(le)(s), quelle sorte de » : Яка муха тебе вкусила? « Quelle mouche t'a piqué(e) ? » ;
  - déterminant exclamatif : Яка краса! « Quelle beauté ! » ;
  - pronom relatif, y compris pouvant remplacer що : Там сидить дівчина, яка мешкає в Одесі « Là est assise la fille qui habite à Odessa » ;
- Котрий, котре, котра, котрі est un synonyme plus rare de який, etc., employé comme :
  - pronom interrogatif ayant le sens « lequel, laquelle, lesquel(le)s » : Котрий з них? « Lequel d'entre eux ? » ;
  - pronom ou déterminant relatif : Вибирай з трьох, котрий до вподоби « Choisis parmi les trois celui qui te plaît ».

#### Pronoms et déterminants indéfinis
Parmi ces mots il y en a qui sont seulement des pronoms, et d'autres qui peuvent être pronoms ou déterminants. La plupart sont formés à partir de pronoms interrogatifs, avec des affixes ou par composition avec des éléments non utilisés de façon autonome. Il en résulte des synonymes aussi. De tels mots sont :
хтось, хто-небудь, дехто « quelqu'un » ;
щось, що-небудь, дещо, хтозна-що (litt. « qui sait quoi ») « quelque chose » ;
будь-хто, абихто « n'importe qui » ;
будь-що « n'importe quoi » ;
якийсь, будь-який, який-небудь « n'importe quel/lequel », « quelconque » ;
деякий « (un) certain » ;
всякий « de toute nature ».
Dans ces pronoms, la partie d'interrogatif se décline comme l'interrogatif seul, y compris quand ils sont formés avec un suffixe, ex. комусь « à quelqu'un » (datif). S'ils sont utilisés avec une préposition, celle-ci peut se trouver entre le préfixe et l'interrogatif : Я з деким / де з ким розмовляв « J'ai causé avec quelqu'un ».
À partir d'interrogatifs, on forme aussi des pronoms à sens négatif, avec le mot négatif ні utilisé comme préfixe :
ніхто « personne », ніщо « rien », нікотрий « aucun », ніякий « d'aucune sorte ».
D'autres indéfinis ne proviennent pas d'interrogatifs :
весь, все (n.) « tout (le) » ; вся « toute (la) » всі « tous/toutes (les) » ;
кожен/кожний, кожне « chaque, chacun », кожна « chaque, chacune » ;
інший, інше « un/l'autre », інша « une/l'autre » ;
інакший, інакше, інакша « d'une autre sorte » ;
жоден/жодний, жодне « aucun », жодна « aucune ».

### Le numéral
Dans la grammaire de l'ukrainien, on prend en compte des numéraux cardinaux, ordinaux, collectifs, de fractions, approximatifs et adverbiaux.

#### Les numéraux cardinaux
Les noms des chiffres sont :
1. один, одне/одно (n.) « un » одна « une »
2. два (m., n.), дві (f.)
3. три
4. чотири
5. п’ять
6. шість
7. сім
8. вісім
9. дев’ять

Le nom de 10 est десять.
Один; одне/одно, одна a aussi une forme de pluriel, utilisée seulement avec des noms pluralia tantum (ex. одні двері « une porte »), qui n'est pas un article indéfini aussi, l'ukrainien n'ayant pas d'articles. En revanche, одні est aussi un indéfini, au sens de « certain(e)s, les un(e)s », en opposition avec інші « d'autres, les autres ».
Les noms des nombres de 11 à 19 ont la structure nom du chiffre + la préposition на + -дцять (< десять « dix »), certains chiffres subissant de petites modifications phonétiques au contact avec le second élément : одинадцять (11), чотирнадцять (14), п’ятнадцять (15), шістнадцять (16), дев’ятнадцять (19).
Les deux premières dizaines ont la structure chiffre + -дцять ; de 50 à 80 – la structure chiffre + -десят ; 40 et 90 ont des formes à part : сорок (40), дев’яносто (90).
Le nom de 100 est сто. Les centaines se comptent avec les chiffres précédant сто. Dans двісті (200), сто est au nominatif pluriel, dans триста (300) et чотириста (400) au génitif singulier, et dans les autres au génitif pluriel : п’ятсот (500), etc.
Le nom de 1000 est тисяча. Celui-ci aussi se compte avec les chiffres, puis avec les autres nombres, avec тисяча aux mêmes cas que сто, mais non pas sous forme de mots composés : дві тисячi, три тисячi, чотири тисячi, п’ять тисяч, etc.
Au-delà des centaines de milliers il y a encore мільйон « million » et мільярд «milliard ».
Parmi les cardinaux il y a aussi обидва (m., n.), обидві (f.) « les deux ».
Les numéraux cardinaux se déclinent :
- Один se décline comme les adjectifs à déclinaison dure.
- Les autres chiffres, les nombres de 11 à 19 et les dizaines terminées en -дцять et en -десят se déclinent selon le même type, avec de petites différences pour certains numéraux et avec deux variantes en dehors du nominatif. Exemple :

N. сім « sept »
G. семи/сімох
D. семи/сімом
A. inanimé = N., animé = G.
I. сьома/сімома
L. семи/сімох
Два/дві, три et чотири n'ont pas les premières variantes ci-dessus.
Cорок (40), дев’яносто (90) et сто (100) n'ont que deux formes. Ce sont leurs formes de nominatif, toutes les autres ayant la désinence -a, sauf l'accusatif de ceux accordés avec des inanimés, qui est identique au nominatif.
Un autre type est celui de двістi (200) :
N. двістi
G. двохсот
D. двомстам
A. двісті
I. двомастамі
L. двохстах
Тристa (300) et чотиристa (400) suivent le modèle de двістi.
Les autres centaines suivent un type différent :
N. п’ятсот
G. п’ятисот
D. п’ятистам
A. п’ятсот
I. п’ятмастамі/п’ятомастамі
L. п’ятистах
Тисяча (1000), мільйон et мільярд sont déclinés comme les noms.
L'emploi des cas des numéraux cardinaux est présenté dans la section Expression de la quantité.

#### Les numéraux ordinaux
Ces numéraux ont la forme des adjectifs et se déclinent comme ceux-ci. Les deux premiers ne sont pas dérivés des numéraux cardinaux correspondants : перший « premier », друхий « deuxième, second ». Les autres sont dérivés, les bases de certains subissant des modifications :
три – третій ;
чотири – четвертий ;
alternance i – o, ex. сім – сьомий ;
perte de la mouillure de ть final, ex. десять – десятий ;
сорок – сороковий ;
дев’яносто – дев’яностий ;
сто – сотий ;
двісті – двохсотий ;
триста – трьохсотий ;
чотириста – чотирьохсотий ;
п’ятсот – п’ятисотий ;
шістсот – шестисотий ;
сімсот – семисотий ;
вісімсот – восьмисотий ;
девятсот – девятисотий ;
тисяча – тисячний ;
дві тисячі – двохтисячний ;
мільйон – мільйонний ;
мільярд – мільярдний.
Dans le cas des ordinaux formés de plusieurs mots, seul le nom des chiffres devient ordinal, ex. сто двадцять сьома книжка « le 127e livre », сорок перший дом « la 41e maison ».

#### Les numéraux collectifs
Ces numéraux n'ont pas de correspondants en français. Ils sont dérivés des cardinaux jusqu'à 13 y compris, les plus fréquemment utilisés étant :
- avec le suffixe -є :

два – двоє « deux » ;
три – троє « trois » ;
- avec le suffixe -еро :

чотири – четверо « quatre » ;
десять – десятеро « dix ».
L'emploi de ces numéraux est limité à des groupes de personnes, éventuellement d'autres animés désignés par un nom masculin. S'ils sont suivis d'un nom, celui-ci est au génitif pluriel. Dans cette situation, ils sont en concurrence avec les cardinaux : двоє братів = двa брати « deux frères », троє бобрів = три бобри « trois castors ». Sans nom, on préfère les numéraux collectifs : Нас було четверо « Nous étions quatre ».

#### Les fractions
Les noms des fractions employés dans la langue courante sont :
- La quantité de ¼ s'exprime avec le nom чверть « quart ».
- Pour ½, on emploie deux mots :
  - Половина « moitié » est un terme plus général, par exemple dans три з половиною дні « trois jours et demi ».
  - Пiв a évolué du proto-slave polъ, dont a été dérivé половина. On l'utilise surtout dans l'expression de l'heure, ex. пів до сьомої/на сьому « six heures et demie » (litt. « demie à septième »).
- La quantité de 1,5 peut être exprimée par un syntagme (один з половиною « un et demi ») ou avec le nom plurale tantum півтора (m., n.), півтори (f.).
- Le mot composé півтораста exprime le nombre 150, signifiant en fait « cent et demi ».

D'autres franctions ordinaires peuvent être exprimées de deux manières :
- Lorsque le numérateur est 1, la structure du nombre est numéral ordinal exprimant le dénominateur + le nom частинa „partie”, ex. десятa частинa « la dixième partie ».
- Lorsque le numérateur est plus grand que 1, la structure est numéral cardinal (le numérateur) + numéral ordinal (le dénominateur) au genitif pluriel, ex. п’ять шостих « cinq sixièmes ».

Les fractions mixtes sont exprimées avec ou sans l'emploi du nom ціла « entier » : одна (ціла) і дві десятих (1,2) litt. « un (entier) et deux dixièmes ».

#### Expression approximative de la quantité
On peut tout d'abord exprimer la quantité approximative sans numéraux, avec des mots comme багато « beaucoup », небагато « pas beaucoup », кілька/декілька « quelques », mais il y a aussi des mots composés contenant des numéraux, qui expriment des quantités approximatives. :
- Кільканадцять exprime un nombre approximatif entre 11 et 19.
- Кількадесят signifie « quelques dizaines ».
- Кількасот – « quelques centaines ».
- Стонадцять – « plus de cent ».

Ces numéraux se déclinent comme les cardinaux qui se terminent par le même dernier composant.
De сто « cent », on forme le nom féminin сотня « une centaine », avec le pluriel сотнi « centaines ».

#### Les numéraux adverbiaux
Ces numéraux expriment le nombre d'occurrences d'un événement. 1 a pour correspondant раз « une fois ». 2 et 3 ont pour correspondants des dérivés des numéraux cardinaux : двічі « deux fois », respectivement тричі « trois fois ». Au-delà ce ceux-ci, on utilise le numéral cardinal + раз : п’ять раз « cinq fois », etc.

#### Les noms de chiffres dérivés
Il existe des noms féminins des chiffres, ex. двійка « un deux, le deux », трійка (3), четвірка (4), п’ятірка (5), etc. Ils sont employés, par exemple, pour désigner les notes scolaires. Ils expriment aussi le nombre de personnes participant à une action, éventuellement l'intimité des personnes d'un groupe limité au nombre en cause, ex. двійками « à deux », трійками (instrumental) ou утрійку (locatif) « à trois ».

#### Mots composés avec des numéraux
Il y a deux tels noms qui désignent deux moments de la journée et deux points cardinaux :
південь « midi » (litt. « mi-jour »), « sud » ;
північ « minuit, nord ».
Avec les numéraux cardinaux et l'élément second de composition -річчя, (de рік « an, année »), on forme des noms de périodes d'un certain nombre d'années, qui expriment les anniversaires aussi : сорокаріччя « période de quarante ans » ou « le quarantième anniversaire ».
Un nom de chiffre et l'élément -кутник (de кут « angle ») forme des noms de formes géométriques simples, ex. шестикутник « hexagone ».
On forme aussi des adjectifs à partir de numéraux :
південний « d'une demi-journée », « de midi » (le moment de la journée), « méridional » ;
піврічний « d'une demi-année » ;
п’ятдесят(и)річний « âgé/vieux de cinquante ans » ;
напівживий « mort à demi » (litt. « à demi vivant ») ;
двоособовий « pour deux personnes » ;
шестикутний « hexagonal » ;
половинчастий « constitué de deux parties égales ».

### Le verbe
Comme dans les langues slaves en général, le système verbal ukrainien se caractérise par la catégorie grammaticale de l'aspect, exprimé systématiquement par des morphèmes spécifiques à tous les modes et temps. On exprime formellement les modes indicatif (avec une forme de présent, une de passé et deux de futur), impératif (avec une seule forme temporelle) et conditionnel (avec une seule forme temporelle). L'aspect est associé à l'expression du futur et des nuances du passé. Au passé et au conditionnel, on n'exprime pas la personne, mais on marque les genres.

#### Aspects du verbe
Pratiquement, tout verbe existe dans un couple dont l'un est d'aspect imperfectif et l'autre d'aspect perfectif, les deux ayant le même sens lexical ou des sens proches.
Ci-après est présenté sommairement ce qu'expriment ces aspects, mais il y a aussi des situations qui ne correspondent pas à cette présentation.
Un verbe imperfectif exprime le fait que le procès du verbe était, est, sera ou on souhaite qu'il soit en déroulement, c'est-à-dire il apparaît comme non limité dans le temps. Presque tous les verbes imperfectifs peuvent aussi être itératifs, c'est-à-dire exprimer la répétition habituelle du procès.
Un verbe perfectif exprime le fait que le procès a été, sera ou on souhaite qu'il soit limité dans le temps. Un tel verbe peut indiquer que le procès est accompli en un moment ou dans une période de temps, qu'il est mené jusqu'à la limite du possible, ou qu'il commence à un moment (inchoatif).
Un couple de verbes d'aspects différents est présentés dans les phrases ci-dessous :
Він читав книжку « Il lisait un/le livre » vs Він прочитав книжку « Il a lu un/le livre ».
Les aspects sont partiellement en relation avec les temps du verbe. En ukrainien, on exprime trois temps (le présent, le passé et le futur), et il y a quatre formes temporelle : une de présent, une de passé et deux de futur. À cause de son caractère général, le verbe imperfectif peut placer l'action dans tous les trois temps avec les quatre formes verbales. En revanche, le verbe perfectif, exprimant essentiellement un procès accompli, n'exprime pas en général le temps présent, mais seulement le temps passé avec la forme de passé, et le futur avec la forme de présent.
Le français ne se caractérise pas par l'existence de couples de verbes imperfectif – perfectif, et ces aspects ne sont pas exprimés systématiquement, étant implicites seulement à certaines formes temporelles du passé. L'imparfait implique l'aspect imperfectif/itératif, alors que le passé simple, le passé composé et le plus-que-parfait impliquent l'aspect perfectif.

##### Morphèmes des aspects
Dans un couple de verbes des deux aspects, le verbe dont est formé l'autre peut être ou bien l'imperfectif, ou bien le perfectif. Le plus souvent, le morphème de l'aspect est un affixe spécifique : un préfixe ou un suffixe.
Les préfixes forment des verbes perfectifs à partir d'imperfectifs. De tels préfixes sont :
- по- : звати – позвати « appeler » ;
- на- : писати – написати « écrire » ;
- про- : чистити прочистити « nettoyer » ;
- з- : їсти – з’їсти « manger ».

Un suffixe qui forme des verbes perfectifs à partir d'imperfectifs est -ну-, ex. кричати – крикнути « crier ».
Un suffixe qui forme des verbes imperfectifs à partir de perfectifs est -ва-. Au contact entre le radical et le suffixe, il peut se produire des modifications phonétiques, et après les radicaux terminés en consonne il y a un son de liaison : -у-, -ю- ou -a-. Généralement, le verbe perfectif est d'abord formé par préfixation à partir d'un imperfectif sans suffixe. Un exemple de cette formation est гріти (imperfectif) – пригріти (perfectif) « chauffer », puis avec le suffixe -ва-, on en forme un autre verbe imperfectif : пригрівати. D'autres verbes perfectifs de ce genre sont :
змішати – змішувати « mélanger » ;
повторити – повторювати « répéter » ;
устати – уставати « se lever ».
Certains verbes imperfectifs sont formés à partir de perfectifs par introduction de la voyelle -и- dans le radical, ex. вибрати – вибирати « choisir ».
Un autre procédé de formation de verbes imperfectifs à partir de perfectifs est le changement de -и- en -a- ou -я- devant le suffixe morphème de l'infinitif -ти-. Devant -я-, c'est un -л- qui intervient :
кінчити – кінчати « terminer » ;
появитися – появлятися « apparaître ».
Dans un nombre restreint de couples, le verbe imperfectif diffère du perfectif seulement par la place de l'accent, ex. покидáти (imperfectif) – поки́дати (perfectif) « jeter ».
Certains verbes n'ont pas de paire ayant le même radical, mais un autre verbe, de même sens lexical mais d'aspect différent, ex. брати (imperfectif) – узяти (perfectif) « prendre ».
Dans le cas des verbes exprimant un déplacement, il y a deux verbes imperfectifs, l'un indéterminé, l'autre déterminé. Le verbe perfectif qui leur correspond se forme à partir du verbe déterminé, avec le préfixe по- dans tous les trios, ex. літати (imperfectif indéterminé) « voler (dans l'air) » – летіти (imperfectif déterminé) « voler » – полетіти (perfectif) « s'envoler ». Exemples :
Кожної осені птахи літають на південь « Tous les automnes, les oiseaux volent au sud » – procès itératif ;
Птах летів понад водою « L'oiseau volait au-dessus de l'eau » – procès en déroulement ;
Пташка полетіла « Le petit oiseau s'est envolé » – procès inchoatif.

#### Formes modales et temporelles
Les verbes ukrainiens sont d'ordinaire groupés en deux classes de conjugaison, selon que devant la plupart des désinences on utilise la voyelle de liaison [ɛ], représentée à l'écrit par -e- ou par -є- (prononcé [jɛ]) (première conjugaison) ou [ɪ] (-и-) (deuxième conjugaison). La classe de conjugaison de certains verbes se distingue par leur forme d'infinitif caractérisée par certaines voyelles ou suffixes devant le suffixe d'infinitif -ти :
- 1re conjugaison : -а-, -я-, -у-, -ава-, -ява-, -ува-, -юва-, -ну- ;
- 2e conjugaison : -жа-, -ча-, -ша-, -оя-.

Il y a aussi des verbes terminés en -іти, en -ити et en consonne + -ти, que partagent les deux classes, ainsi que des verbes irréguliers dans les deux.

##### La forme d'indicatif présent
Les classes de conjugaison concernent seulement cette forme, qui, en principe, exprime le présent seulement avec les verbes imperfectifs. Dans le cas des perfectifs, cette forme exprime en fait des procès futurs.
Exemples de conjugaison de verbes réguliers (en parenthèse, le préfixe perfectif, sans lequel le verbe est imperfectif) :
| Personne | 1re conjugaison (про)читати « lire » | 2e conjugaison (за)кричати « crier » |
| -------- | ------------------------------------ | ------------------------------------ |
| 1re sg.  | (про)читаю                           | (за)кричу                            |
| 2e sg.   | (про)читаєш                          | (за)кричиш                           |
| 3e sg.   | (про)читає                           | (за)кричить                          |
| 1re pl.  | (про)читаємо                         | (за)кричимо                          |
| 2e pl.   | (про)читаєте                         | (за)кричите                          |
| 3e pl.   | (про)читають                         | (за)кричать                          |

##### La forme de passé
Cette forme marque la catégorie du nombre et celle du genre au singulier, mais non pas la catégorie de la personne. Celle-ci est exprimée par le sujet mot à part dans la même phrase ou dans le contexte qui la précède. Exemple :
- masculin singulier : я/ти/він читав « je lisais/ tu lisais/il lisait » ;
- féminin singulier : я/ти/вона читала « je lisais/ tu lisais/elle lisait » ;
- neutre singulier : воно читало « il/elle lisait » (le sujet est un inanimé du genre neutre, par exemple une machine) ;
- pluriel: ми/ви/вони читали « nous lisions/ vous lisiez/ ils/elles lisaient ».

Dans une certaine période de l'histoire de la langue, la terminaison du passé était [l] au masculin, mais étant en fin de mot, elle a évolué à [w]. Il y a aussi des verbes où cette terminaison s'est trouvée après une consonne et elle est tombée, par exemple dans le verbe гризти « ronger », au passé гриз, гризла, гризло, гризли.
Même si ce n'est pas toujours le cas, d'une manière caractéristique, le passé du verbe imperfectif se traduit en français par l'imparfait, et celui du perfectif par le passé composé, le passé simple ou le plus-que-parfait :
Він читав книжку « Il lisait un/le livre » vs Він прочитав книжку « Il a lu un/le livre ».
La forme de passé n'exprime pas seulement ce temps de l'indicatif. Comme en ukrainien il n'y a pas de forme de subjonctif, celle d'indicatif passé est utilisée avec la valeur du subjonctif aussi, pour exprimer le prédicat de propositions subordonnées ayant un autre sujet que celui de la principale, ex. Я бажаю, щоб ти провела літо в Харкові « Je souhaite que tu passes l'été à Kharkiv ».

###### Les formes de futur
Il y a deux formes de futur. L'une est analytique, constituée de la forme de présent à valeur de futur du verbe бути « être » et de l'infinitif du verbe à sens lexical. Exemple avec le verbe читати « lire » :
| буду   | читати |
| будеш  | читати |
| буде   | читати |
| будемо | читати |
| будете | читати |
| будуть | читати |

L'autre forme de futur est synthétique, avec des désinences ajoutées à la forme d'infinitif :
читатиму
читатимеш
читатиме
читатимемо
читатимете
читатимуть
Les deux formes sont réservées aux verbes imperfectifs. Entre elles, il n'y a pas de différence fonctionnelle, ni sémantique, mais seulement de fréquence, en faveur de la forme analytique.
Le verbe perfectif paire de l'imperfectif exprime le futur par la forme de présent : прочитаю, etc.

##### L'impératif
En ukrainien il y a une seule forme d'impératif. Ses désinences sont ajoutées en remplaçant la désinence de la forme d'indicatif présent, 1re personne du singulier. Elles présentent des différences en fonction du son devant elles et de la place de l'accent sur la forme d'indicatif présent :
| Indicatif présent, 1re pers. sg. | Impératif, 2e pers. sg. | Impératif, 2e pers. pl. | Impératif, 1re pers. pl. |
| -------------------------------- | ----------------------- | ----------------------- | ------------------------ |
| роблю́ « je fais »                | роби́!                   | робíть!                 | робíм!/робíмо!           |
| ви́бачу « j'excuse »              | ви́бач!                  | ви́бачте!                | ви́бачмо!                 |
| читáю « je lis »                 | читáй!                  | читáйте!                | читáймо!                 |
| помóвчу « je me tais »           | помóвчи!                | помóвчіть!              | помóвчімо!               |

Certains verbes ont devant le suffixe d'infinitif le suffixe -ава-, qu'ils n'ont pas à l'indicatif présent, mais qui réapparaît à l'impératif, ex. узнавати « reconnaître » : узнавáй!, узнавáйте!, узнавáймо!

##### Le conditionnel
La forme de ce mode est celle de l'indicatif passé, plus la particule би, qui se réduit d'ordinaire à б après les formes de passé terminées en voyelle :
- masculin singulier : я/ти/він читав би « je lirais/ tu lirais/ il lirait » ;
- féminin singulier : я/ти/вона читала б « je lirais/ tu lirais/ elle lirait » ;
- neutre singulier : читало б « il/elle lirait » ;
- pluriel : ми/ви/вони читали б « nous lirions/vous liriez/ ils/elles liraient ».

La même forme est utilisée aussi bien pour le présent, que pour le passé, ce qui ressort du contexte. Exemple en phrase :
Я хотів би / хотіла б піти додому « Je voudrais / J'aurais voulu rentrer chez moi ».

##### Le participe
L'ukrainien avait quatre forme de participes : actif présent, actif passé, passif présent et passif passé. Il en est resté uniquement le dernier. Il se forme comme les adjectifs, le plus souvent à partir de verbes perfectifs, mais aussi de certains imperfectifs. Il se décline comme les adjectifs et on l'utilise d'ordinaire en tant qu'épithète. Exemples :
- perfectif : прочитана книжка « le livre (qui a été) lu » ;
- imperfectif : січене сіно « le foin qu'on coupait ».

##### Le gérondif
L'ukrainien a deux formes temporelles de gérondif. Le présent est formé en remplaçant la désinence de la 3e personne de l'indicatif présent des verbes imperfectifs par le suffixe -чи, ex. ідуть « (ils/elles) vont » → iдучи « en allant ». Cette forme exprime un procès simultané avec celui d'un verbe à un mode prédicatif, les deux ayant le même sujet : Ідучи до школи, Ваня побачив свого вчителя « En allant à l'école, Vania a vu son instituteur ».
Le gérondif passé se forme d'ordinaire à partir de verbes perfectifs, de leur forme d'indicatif passé masculin singulier, à laquelle on ajoute le suffixe -ши, ex. написав « il a écrit » → написавши « ayant écrit ». Il exprime un procès antérieur à celui d'un verbe à un mode prédicatif ayant le même sujet : Написавши лист, я пішов на пошту « Ayant écrit la lettre, je suis allé à la poste ».

#### La forme réfléchie
Cette forme se caractérise par le morphème -ся ajoutée comme un suffixe à toute forme modale, temporelle et personnelle. À certaines formes, il se réduit à -сь. La reçoivent des verbes de plusieurs types :
- verbe réfléchi proprement-dit : умитися « se laver », умиючись « en se lavant » ;
- verbe réciproque : миритися « se réconcilier » ;
- verbe intransitif à forme réfléchie : дивитися на телебачення « regarder la télévision » ;
- verbe à valeur passive : Як пишеться це слово? « Comment ce mot s'écrit-il? ».

### L'adverbe
Dans les grammaires de l'ukrainien, on prend généralement en compte les mêmes types d'adverbes que dans les grammaires du français.

#### Adverbes formés à partir d'adjectifs
La forme de neutre singulier de certains adjectifs est utilisée en tant qu'adverbe aussi, ex. добре « bien », зле « mal ».
Un plus grand nombre d'adverbes sont formés d'adjectifs avec le suffixe -o remplaçant les désinences de l'adjectif, ex. дешево « bon marché », швидко « rapidement ».
Il y a aussi quelques adverbes qui se forment des deux façons. Tels sont певне / певно « sûrement », даремне / даремно « en vain ».
Les adverbes ci-dessus sont formés d'adjectifs au radical terminé en consonne dure. Ceux formés d'adjectifs au radical en consonne mouillée gardent la mouillure, ex. самобутній « original » → самобутньо « de façon originale ».
Certains adverbes formés d'adjectifs peuvent constituer des mots-phrases signifiant « c'est + adjectif » : Потрібно « C'est nécessaire », Необхідно « C'est indispensable », (Не)можливо « C'est (im)possible ».

#### Adverbes formés à partir de numéraux
La forme de neutre des numéraux ordinaux devient un adverbe en recevant le préfixe по-. De tels adverbes s'emploient dans des énumérations :
по-перше « premièrement » ;
по-друге « deuxièmement » ;
по-третє « troisièmement ».
À partir de numéraux ordinaux également, on forme, avec le préfixe y-, des adverbes répondant à la question « la quantième fois ? » : уперше « la première fois », удруге « la deuxième fois », утретє « la troisième fois ».
On forme des adverbes à partir de numéraux collectifs aussi :
- à sens multiplicateur : вдвоє « deux fois », вчетверо « quatre fois » ;
- à sens diviseur : надвоє « en deux (parties), par deux », начетверо « en quatre (parties), par quatre ».

#### Adverbes de lieu
Ces adverbes répondent aux adverbes interrogatifs де? « où ? » куди? « vers où ? » звідки? « d'où ? ».
Pour ce qui est de leur forme, les adverbes de lieu non interrogatifs peuvent être :
- simples : тут « ici », там « là(-bas) » ;
- dérivés d'autres adverbes, avec un suffixe diminutif : тутенька (< тут « ici ») « ici », sans correspondant exact en français ;
- avec un o prothétique de renforcement (comme celui des pronoms démonstratifs) : отут « juste ici ».

Il y a aussi des adverbes dérivés de noms, avec des préfixes prépositions à l'origine. Ils gardent la désinence du cas exigé par la préposition en cause, ex. вгорі « en haut », вгору « vers le haut » (du nom гора « mont »).
Un exemple de locution adverbiale est по всіх усюдах « partout ».
Certains adverbes de lieu sont indéfinis, formés comme certains pronoms indéfinis, ex. десь, де-небудь « quelque part » ; десь інде « ailleurs », будь-де « n'importe où », будь-куди « vers n'importe où ».
Les adverbes de lieu à sens négatif sont formés comme les pronoms indéfinis de ce type : ніде « nulle part », нізвідки « de nulle part ».

#### Adverbes de temps
Interrogatifs : коли? « quand ? » ; доки? « jusqu'à quand ? » ; звідколи?, з якого часу? « depuis quand ? » (litt. « depuis quel temps ? »).
Généraux : тепер, теперка (diminutif) « maintenant » ; зараз « tout de suite », часто « souvent », потім « ensuite », незабаром « bientôt », etc.
Liés à la journée et à ses périodes : сьогодні « aujourd'hui », вчора « hier », завтра « demain », позавчора « avant-hier », вдень « le jour, dans la journée », вночі « (dans) la nuit », вранці « le matin », ввечері « le soir », etc.
Indéfinis : будь-коли « n'importe quand », де-не-де « de temps en temps », колись « autrefois », etc.
Négatif : ніколи « jamais ».

#### Adverbes de quantité et de gradation
Des adverbes de quantité de base sont багато « beaucoup », мало « peu », трохи « un peu ».
À cette classe appartiennent les formes supplétives de comparatif des deux premiers ci-dessus, більш(e) « plus » et менш(e) « moins ».
L'adverbe багато est atténué en le remplaçant par чимало « pas mal » et intensifié par en le remplaçant надто « trop ».
La quantité suffisante est exprimée par досить « assez ».
Des adverbes qui atténuent ce qu'expriment les adjectifs et d'autres adverbes sont досить « assez de » et майже « presque », alors que дужe (avec le comparatif дужче) « très » et зовсім « complètement » l'intensifient.

#### Adverbes de manière
Des adverbes de manière interrogatifs sont як? « comment ? », яким способом? « de quelle façon/manière ? ».
À ceux-ci répondent premièrement les adverbes à base adjectivale, mais aussi d'autres adverbes : так « ainsi », раптом « soudain, tout à coup », дарма « en vain », інак « autrement », босоніж « nu-pieds », тайком « en secret », жартома « par plaisanterie », верхи « à cheval », etc.
Les adverbes exprimant les langues proviennent des adjectifs correspondants, ex. по-українськи « en ukrainien ». Leur forme peut aussi être comme celle de по-українському.
Il y a aussi des adverbes de manière indéfinis, formés avec des affixes qui forment certains prononoms indéfinis : якось, як-небудь « de quelque façon », будь-як « n'importe comment ».

#### Les degrés de comparaison des adverbes
Ce sont les adverbes provenant d'adjectifs qui ont des degrés de comparaison. Leur forme de comparatif de supériorité est la même que celle des adjectifs correspondants au nominatif singulier neutre, et celle de superlatif relatif de supériorité reçoit le même préfixe, par exemple :
ясно « clairement » – ясніше « plus clairement » – найясніше « le plus clairement » ;
далеко « loin » – дальше « plus loin » – найдальше « le plus loin » ;
рано « tôt » – раніше « plus tôt » – найраніше « le plus tôt ».
Le superlatif relatif de supériorité a une forme intensifiante aussi, ex. якнайясніше « le plus clairement possible ».

### La préposition
On peut distinguer des mots utilisés exclusivement comme prépositions, simples du point de vue de la forme (без « sans », через « à travers », при « à », etc.), et d'autres, qui ont pour fonction secondaire celle de préposition. Les prépositions ci-dessous proviennent par conversion lexicale de :
- adverbes : близько « près de », вздовж « le long de » ;
- noms au nominatif singulier : круг « autour de », кінець « au bout de » ;
- noms à l'instrumental singulier : протягом « pendant », шляхом « à l'aide de ».

Il y a également des prépositions composées de :
- deux prépositions : з-під « de sous », із-за « à cause de » ;
- une préposition et un nom : навкруги « autour de ».

Des exemples de locutions prépositionnelles sont у зв’язку з « concernant », за допомогою « à l'aide de ».
Certaines prépositions ont des variantes :
в ou у : в/у кращому випадку « dans le meilleur des cas » ;
з, зі ou із exprimant le lieu de provenance : з Києва « de Kiev », зі школи « de l'école », із книжок « des livres ».
Les prépositions sont employées pour former des compléments. Les éléments nominaux de ceux-ci doivent être à un certain cas (sauf le nominatif et le vocatif), dépendant de la préposition et du type du complément. La plupart des prépositions sont utilisées avec un seul cas, certaines ayant plusieurs sens :
- avec le génitif : біля « à côté de », від « de (+ COI) », для « pour », до « (jusqu')à », проти « contre », серед « parmi, au milieu de », крім « sauf, à part », etc. ;
- avec le datif : всупереч « malgré », завдяки « grâce à » ;
- avec l'accusatif : про « sur, au sujet de », через « à travers », etc. ;
- avec le locatif : при « à, lors de, près (+ nom d'institution) ».

Certaines prépositions sont utilisées avec deux ou même trois cas, en fonction de leur sens ou de la nature du terme auquel le complément est subordonné :
| Préposition | Cas          | Situation d'emploi                                           | Exemple                                                       |
| ----------- | ------------ | ------------------------------------------------------------ | ------------------------------------------------------------- |
| в           | accusatif    | après un verbe exprimant un déplacement ciblé                | піти в ліс « aller dans la forêt »                            |
| в           | locatif      | après un verbe n'exprimant pas un déplacement ciblé          | жити в Криму « vivre en Crimée »                              |
| на          | accusatif    | après un verbe exprimant un déplacement ciblé                | класти на стіл « mettre sur la table »                        |
| на          | locatif      | après un verbe n'exprimant pas un déplacement ciblé          | лежати на поверхні « être couché sur une surface »            |
| перед       | accusatif    | après un verbe exprimant un déplacement ciblé                | залетіти під хмари « voler sous les nuages » (pour y arriver) |
| перед       | instrumental | après un verbe n'exprimant pas un déplacement ciblé          | жити під лісом « vivre près de la forêt »                     |
| між         | génitif      | devant le second terme de la structure de superlatif relatif | найменший між дітей « le plus petit des/ parmi les enfants »  |
| між         | accusatif    | après un verbe exprimant un déplacement ciblé                | iти між люди « aller parmi les gens » (pour y arriver)        |
| між         | instrumental | devant un complément du nom ou du pronom                     | дорога між полями « chemin entre les champs »                 |

### La conjonction
Pour ce qui est de leur forme, les conjonctions peuvent être :
- simples : i « et », бо « car », чи « ou », що « que », etc. ;
- composées : щоб « pour que », якщо « si » (conditionnel), etc. ;
- des locutions : тому що « parce que », незважаючи на те що « bien que ».

On prend aussi en compte parmi les conjonctions les mots introduisant les propositions subordonnées questions indirectes :
Я спитав їх, з ким вона вчилася « Je leur ai demandé avec qui elle avait étudié » ;
Я не міг не питати, де вона раніше жила « Je ne pouvais pas ne pas demander où elle avait vécu auparavant ».

#### Particularités des conjonctions
Certaines conjonctions sont de plusieurs sortes :
- чи :
  - conjonction de coordination disjonctive : Олекса чи Богдан будуть у нас завтра « Oleksa ou Bohdan sera chez nous demain » ;
  - conjonction de subordination introduisant la question indirecte fermée : Він питає, чи ми будемо вдома сьогодні « Il demande si nous serons chez nous demain » ;
- що :
  - conjonction de subordination introduisant une question indirecte ouverte : Вона мені сказала, що станеться « Elle m'a dit ce qui se passera » ;
  - conjonction de subordination signifiant « que » : Вона каже, що готова поїхати до Харкова « Elle dit qu'elle est prête pour aller à Kharkiv ».
- та :
  - conjonction de coordination copulative : Він іде та слухає « Il va et il écoute » ;
  - conjonction de coordination adversative : Я полетів би до тебе, та грошей не маю « Je prendrais l'avion pour aller chez toi, mais je n'ai pas d'argent ».

Certaines conjonctions sont synonymes :
- але – та « mais » :

Ігор пише, але й думає про сьогоднішні зустрічі « Ihor écrit, mais il pense aussi à ses rendez-vous d'aujourd'hui » ;
Я полетів би до тебе, та грошей не маю ;
- або – чи « ou » :

Олекса або/чи Богдан будуть у нас завтра « Oleksa ou Bohdan sera chez nous demain » ;
Il y a des conjonctions avec des variantes de forme : ні/ані « ni », хоч/хоча « bien que », мов/ немов/ немовби « comme si », щоб/щоби « pour que ».
La conjonction de coordination copulative signifiant « et » s'exprime de trois façons :
- Il y a un mot à deux variantes en fonction du contexte phonétique : брат i сестра ([i] après une consonne) – сестра й брат ([j] après une voyelle) « frère et sœur ».
- І/й a pour synonyme та : брат та сестра.

### La particule
Les particules constituent une classe de mots sans fonction syntaxique, ni autre rôle syntaxique comme celui des prépositions et des conjonctions. Quelques particules ukrainiennes sont présentées ci-après.
Il y en a qui remplissent des fonctions morphologiques, comme le morphème du conditionnel б(и), ex. я хотів би (m.) / я хотіла б (f.) « je voudrais / j'aurais voulu ».
Хай ou нехай a plusieurs valeurs pragmatiques :
- En fonction de l'intonation de la phrase, elle exprime une attitude du locuteur concernant une action d'une troisième personne : un ordre adressé indirectement, un souhait ou une concession, ex. (Не)хай він прийде(!) « Qu'il vienne ! », « Pourvu qu'il vienne ! », « Qu'on le laisse venir ».
- Elle est employée dans des exclamations et des vœux : Хай живе...! « Vive... ! », Хай живуть вони довгі роки! « Longue vie à eux ! » (litt. « Qu'ils vivent de longues années »).

Же est une particule d'insistance : Biн же знав це! « Il le savait, quoi ! ».
Il y aussi des particules interrogatives :
- Чи est utilisée en tant que marque de l'interrogation directe fermée, neutre du point de vue pragmatique : Чи ти там був? « Est-ce que tu y étais ? »
- Хіба? et Невже? « Vraiment ? » sont employées comme mots-phrases ou en début de phrase interrogative fermée, pour exprimer l'étonnement ou le doute concernant les dires du destinataire.

Так « oui » aussi compte pour une particule. De même, deux mots négatifs :
- Нi « non, pas » sert à répondre à une question directe fermée : Ще ні « Pas encore ».
- Нi a aussi le sens « ni » : Ніхто не бачив ні комедії, ні трагедії « Personne n'a regardé ni la comédie ni la tragédie ».
- Нe « ne... pas, pas » nie le verbe (ex. нe знаю « je ne sais pas »), l'adverbe (не більше « pas plus ») et d'autres parties du discours.

## Syntaxe
Cette section présente des aspects spécifiques de la syntaxe de l'ukrainien, par rapport à celles du français.

### La phrase interrogative
La phrase interrogative fermée canonique est parfois marquée par la seule intonation interrogative, brusquement ascendante sur le dernier mot, ex. Ти був там? « Tu étais là-bas ? ». Elle peut aussi être marquée en plus par la particule interrogative чи à son début, le niveau de l'intonation sur le dernier étant alors moins haut, et l'ordre des mots différent : Чи ти там був?
L'interrogation ouverte s'exprime avec les pronoms et les adverbes interrogatifs correspondant aux termes à fonction syntaxique auxquels ils se réfèrent (voir plus haut Pronoms interrogatifs-relatifs et déterminants interrogatifs-relatifs, ainsi que L'adverbe).

### La phrase impérative
Dans la phrase impérative positive, le prédicat est d'ordinaire un verbe perfectif, et dans la négative – imperfectif :
Скажи йому правду! « Dis-lui la vérité : » vs Не кажи йому правди! « Ne lui dis pas la vérité ! »
L'ordre adressé indirectement à un tiers est exprimé avec le prédicat à l'indicatif, précédé de la particule (не)хай : (Не)хай він прийде! « Qu'il vienne ! ».
L'infinitif peut remplacer l'impératif pour que l'ordre soit plus catégorique, ex. Мовчати! « Tais-toi ! / Taisez-vous ! », He говорити! « Ne parle(z) pas ! ».

### Fonctions syntaxiques

#### Le sujet
Ce terme est d'ordinaire au nominatif s'il est exprimé par une partie du discours nominale.
Comme en ukrainien il n'y a pas d'article, c'est la place du sujet qui indique parfois s'il est défini ou indéfini :
Студент стукнув у двері « L'étudiant a frappé à la porte » vs У двері стукнув студент « Un étudiant a frappé à la porte » (litt. « À la porte a frappé étudiant ».
Une exception est le sujet grammatical à l'accusatif, dans une construction passive où le verbe бути « être » est au passé neutre singulier utilisé impersonnellement :
Цю книжку було написано мною « Ce livre a été écrit par moi ».
Le pronom personnel sujet est presque aussi souvent utilisé qu'en français, bien que les désinences verbales marquent clairement les personnes. Cependant, il est d'ordinaire absent même avec le verbe au passé, qui n'a pas de désinences, lorsque celui-ci répond à une question totale en répétant le verbe de la question : –Ти там був? – Був « – Tu y étais ? – J'y étais ».
Avec le verbe à l'impératif, le pronom personnel sujet est présent pour y insister : Ти йди! « Vas-y toi ! »

#### Le prédicat

##### Le prédicat verbal
Le prédicat verbal au passé de l'indicatif, au conditionnel, et pour exprimer les valeurs du subjonctif français, s'accorde en genre aussi avec le sujet singulier :
Борис читав « Boris lisait » ;
Вона умилася « Elle s'est lavée » ;
Яблуко було на столі « La pomme était sur la table ».
Parfois, le prédicat peut être à l'infinitif. Dans ces cas, l'agent du procès est un complément au datif :
Чи не поїхати б нам туди човном? « Pourquoi ne pas y aller en barque ? » ;
Вам не поневолити народ « Vous ne pourrez pas asservir le peuple » (litt. « À vous ne pas asservir peuple ») ;
Що хлопцеві робити? « Qu'est-ce que le garçon pourrait/devrait faire ? » (litt. « Quoi au garçon faire ? »).

##### Le prédicat nominal
Au cours de son histoire, l'ukrainien a perdu les formes personnelles du présent du principal verbe copule, бути « être », sauf celle de la 3e personnes du singulier, є. Celle-ci aussi est le plus souvent omise, étant remplacée par une pause. Dans ce cas, le sujet a un niveau d'intonation relativement haut, il est suivi de la pause, puis de l'attribut du sujet avec un niveau d'intonation plus bas, ex. Biн відомий науковець « Il est un savant célèbre » (litt. « Il célèbre savant »). Cependant, la forme conservée є s'utilise parfois, ex. Biн є зрадник « Il est un traître ».
Pour mettre en évidence l'identité de l'attribut avec le sujet, au lieu de la copule on emploie le démonstratif neutre singulier це ou un démonstratif neutre spécial, то : Роман це/то лiтературний жанр « Le roman, c'est un genre littéraire ».
L'attribut peut être non seulement au nominatif, mais aussi à l'instrumental sans préposition ou à l'accusatif avec la préposition за. La fréquence du cas utilisé dépend de la copule :
- Avec бути à un autre temps que le présent, on peut utiliser les trois cas, l'instrumental étant le plus fréquent : Biн був пастухом (I.)/ пастух (N.)/ за пастуха (A.) « Il était pâtre ».
- Avec la copule omise ou remplacée par це/то, l'attribut est au nominatif.
- Avec є, on utilise plutôt le nominatif.
- Avec d'autres verbes considérés comme des copules, l'instrumental est presque obligatoire : Biн став/ здається менi зрадником « Il est devenu / me semble être un traître ».

Avec за + l'accusatif, l'attribut apparaît souvent comme un terme de comparaison : Biн менi був за брата « Il était pour moi comme un frère ».

##### Procès subordonné exprimé par l'infinitif
Certains verbes ne peuvent pas avoir de COD exprimé par une partie du discours nominale. En revanche, ils peuvent avoir un COD verbe à l'infinitif, le sujet des deux devant être le même, ex. Ми стали читати « Nous avons commencé à lire ».
L'infinitif exprime aussi le procès subordonné ayant un sujet non précisé, lorsque son terme régent est impersonnel et l'obligation est présentée comme générale, par exemple avec le mot prédicatif invariable треба : Треба їсти та пити « Il faut manger et boire ».
D'autres procès subordonnées ayant le même sujet que leur verbe régent sont également à l'infinitif. Dans certaines constructions, l'infinitif est introduit par une conjonction, comme une propositon subordonnée : 
Після того як увійти до хати, я розплакався « Après être entré dans la maison, j'ai éclaté en sanglots » ;
Я б віддав половину життя свого, аби бути щасливим « Je donnerais la moitié de ma vie pour être heureux ».
Parfois, l'infinitif complément circonstanciel de but ayant le même sujet que son verbe régent est facultativement précédé d'une conjonction : Ми пішли (щоб) побачити захід сонця « Nous sommes allés regarder le coucher de soleil ».

#### Le complément d'objet direct
Le COD est le plus souvent à l'accusatif sans préposition.
Il est au génitif appelé « partitif » quand il exprime une quantité non déterminée de ce que désigne le complément par un nom non dénombrable ou utilisé comme tel, ex. Вона з’їла хліба « Elle a mangé du pain ». S'il s'agit d'un entier, le COD est à l'accusatif : Вона з’їла хліб « Elle a mangé le pain ».
Le COD est également au génitif en phrase négative, quand il n'est pas défini. Він не продав стола « Il n'a pas vendu de table ». Les noms propres de personnes aussi sont au génitif avec un déterminant indéfini négatif : Ми ніякої Марійки не бачили « Nous n'avons vu aucune Mariette » ».

#### Le complément d'agent
Ce complément est exprimé par un nom ou un pronom au cas instrumental sans préposition :
закон, затверджений міністром « la loi approuvée par le ministre » ;
Ти читала книжку, написану мною? « Tu as lu le livre écrit par moi ? »

#### Le complément circonstanciel de lieu
Avec des verbes exprimant un déplacement non ciblé, le CCL est parfois une partie du discours nominale à l'instrumental sans préposition :
бігати полями « courir par les champs » ;
ходити лісом « marcher dans la forêt ».
Le plus souvent, on utilise une préposition aussi. Le cas du complément dépend de celle-ci.
Certaines prépositions ont un seul sens et sont construits avec un seul cas. Par exemple, крізь, dont le seul sens est « à travers, par », exige l'accusatif : Ми пройшли крізь ліс « Nous sommes passés par la forêt ».
Il y a des prépositions polysémiques qui exigent des cas différents en fonction de leur sens, par exemple по :
- avec l'accusatif : іти по молоко « aller chercher le lait »[32] ;
- avec le locatif : По газону не ходити! « Ne pas marcher sur la pelouse ! ».

Il y a aussi des prépositions qui, ayant le même sens, exigent des cas différents en fonction du caractère du verbe régent (1. qui exprime un déplacement ciblé ; 2. qui n'exprime pas un déplacement ciblé ou qui n'exprime pas de déplacement du tout) :
- в (variante у) :
  - avec un verbe exprimant un déplacement ciblé – l'accusatif : іти в/у кімнату « aller dans la chambre » ;
  - avec un verbe n'exprimant pas un déplacement ciblé – le locatif : бути в/у кімнаті « être dans la chambre »
- на :
  - avec un verbe exprimant un déplacement ciblé – l'accusatif : іти на тротуар « aller sur le trottoir » (pour y arriver) ;
  - avec un verbe n'exprimant pas un déplacement ciblé – le locatif : бути на тротуарі « être sur le trottoir » ;
- між :
  - avec un verbe exprimant un déplacement ciblé – l'accusatif : іти між дерева « aller parmi les arbres » (pour y arriver) ;
  - avec un verbe n'exprimant pas un déplacement ciblé – l'instrumental : бути між деревами « être parmi les arbres ».

#### Le complément circonstanciel de temps
Certains CCT sont des noms à l'instrumental sans préposition :
- des noms de saisons : зимою « en hiver, pendant l'hiver », etc. ;
- des noms de périodes de la journée : ніччю « la nuit, pendant la nuit », etc. ;
- dans des locutions adverbiales : часом (sg.) / часами (pl.) « de temps en temps », etc.

Un autre cas du CCT est le génitif sans préposition. Il exige la présence d'un déterminant pronominal ou d'une épithète :
цього року « cette année-ci » ;
минулого тижня « la semaine passée/dernière » ;
одного разу « une seule fois ».
La préposition у est utilisée avec les noms de jours et de mois, à des cas différents pour les deux classes :
- à l'accusatif : у понеділок « (le) lundi », etc. ;
- au locatif : у січні « en janvier », etc.

##### Expression de l'heure et des fractions d'heure
Les heures sont exprimés dans la langue courante avec des numéraux ordinaux, – Котра година? – Восьма « – Quelle heure est-il ? – Huit heures » (litt. « – Quelle heure ? » – Huitième »).
Le CCT exprimant l'heure a comme structures principales :
- la préposition о + un numéral ordinal (l'heure) au locatif : o шостій « à six heures » (litt. « à sixième ») ;
- la préposition о + un nom de fraction + la préposition на + un numéral ordinal (l'heure) à l'accusatif : о пів на сьому « à six heures et demie » (litt. « à demie vers septième ») ;
- la préposition о + un numéral ordinal (l'heure) au locatif + un numéral cardinal (les minutes) au nominatif : о дев’ятій двадцять « à neuf heures vingt » (litt. « à neuvième vingt »).

#### Le complément circonstanciel instrumental et le CC d'accompagnement
L'instrument au sens large avec lequel on effectue une action est exprimé par un CCI à l'instrumental sans préposition, ex. Зубреня стукнуло лісничого лобом « Le bisonneau heurta le forestier avec son front ».
Un animé qui accompagne le sujet dans un même procès est également à l'instrumental, mais avec la préposition з, ex. Ми говорили з матір’ю « Nous avons parlé avec la/notre mère ». On étend parfois l'idée d'accompagnement à un inanimé : Він пішов з парасолькою в руці « Il est parti, un parapluie à la main » .

### Constructions avec les degrés de comparaison
Dans les constructions avec un adjectif au comparatif de supériorité, le terme de comparaison peut être précédé de certaines conjonctions, mais aussi de certaines prépositions :
- conjonctions : Золото дорожче, ніж/як мідь « L'or est plus cher que le cuivre »[40] ;
- prépositions :
- від + terme de comparaison au génitif : солодший від меду « plus doux que le miel »[41] ;
- за + terme de comparaison à l'accusatif : Я не бачив нічого кращого за це « Je n'ai vu rien de meilleur que cela ».

Deux constructions de superlatif relatif sont construits avec le génitif :
- avec la préposition серед « parmi, de » : Серед усіх батьків вони найсимпатичніші « De tous les pères, ils sont les plus sympathiques » ;
- avec la préposition між, de même sens : найменший між дітей « le plus petit des enfants »[42].

### Constructions impersonnelles
Il y a encore d'autres constructions impersonnelles à part celles déjà apparues dans cet article.
Certains états météorologiques s'expriment avec des adverbes formés d'adjectifs et le verbe бути omis au présent et utilisé aux autres temps : Сьогодні холодно « Aujourd'hui il fait froid » (litt. « Aujourd'hui froidement »), Вчера було тепло « Hier il a fait chaud » (litt. « Hier a été chaudement »).
Dans une construction semblable, exprimant des sensations et des sentiments, la personne qui les vit est désignée par un complément au datif.
Мені холодно « J'ai froid » (litt. « À moi froidement ») ;
Мені було сумно « J'étais triste » (litt. « À moi était tristement »).
Exemples de constructions équivalentes à « avoir envie de » + verbe sont :
Мені хочется плакати « J'ai envie de pleurer » (litt. « À moi se veut pleurer ») ;
Нікому було співати « Personne n'avait envie de chanter » (litt. « À personne était chanter ») ;
Мені було не до сміху « Je n'avais pas envie de rire » (litt. « À moi était non de rire (nom au génitif) ») ;
L'inexistence de ce que désigne le sujet s'exprime par des constructions impersonnelles négatives, le sujet étant au génitif :
- au présent, avec le mot prédicatif impersonnel invariable нема(є), équivalent exact de « il n'y a pas »[43] : Нема(є) хлібів (G.) « Il n'y a pas de pains » vs Є хліби « Il y a des pains » (litt. « Est pains (N.) ») ;
- au passé, avec бути au neutre singulier : Не було хлібів « Il n'y avait pas de pains » (litt. « N'était pains (G.) ») vs Були хліби (N.) « Il y a avait des pains » (litt. « Étaient pains (N.) ») ;
- au futur, avec бути à la 3e personne du singulier : Не буде хлібів « Il n'y aura pas de pains » (litt. « Ne sera pains (G.) ») vs Будуть хліби « Il y aura des pains »  (litt. « Seront pains (N.) »).

### Expression de la possession
L'un des syntagmes possessifs a la structure déterminant possessif + nom de l'objet possédé, avec les spécificités présentées plus haut dans la section Les pronoms-déterminants possessifs.
Un autre syntagme est composé de l'adjectif possessif dérivé du nom du possesseur + l'objet possédé, ex. бáтьків/материн рукопис « le manuscrit du père/ de la mère ». Cette structure est synonyme de la structure objet possédé + possesseur au génitif (рукопіс батька/матери). La première construction est plus fréquente avec un seul possesseur, la seconde – avec plusieurs : рукопис батькíв « le manuscrit des pères » (à remarquer la place différente de l'accent sur l'adjectif possessif et sur le nom au génitif).
Il y a aussi des phrases à diverses constructions qui expriment la possession. L'une est avec le verbe мати « avoir » pour prédicat :
- en phrase positive, avec le COD objet possédé à l'accusatif : Він має гроші « Il a de l'argent » ;
- en phrase négative, avec le COD au génitif : Він немає грошей « Il n'a pas d'argent ».

La construction positive ci-dessus est l'équivalente d'une autre, le possesseur étant au génitif avec la préposition у, le verbe бути employé impersonnellement, et l'objet possédé au nominatif : У нього є гроші litt. « À lui est argents ».
La construction négative ci-dessus est l'équivalente d'une construction avec le possesseur au génitif avec la préposition у, le mot prédicatif нема, et l'objet possédé au génitif : У нього нема грошей litt. « À lui il n'y a pas argents ».
Une autre phrase a la structure déterminant démonstratif + objet possédé au nominatif, déterminé par un complément exprimant le possesseur : Ці гроші мої « Cet argent est à moi » (litt. « Ces argents miens »).

### Expression de la quantité
Lorsque le terme à fonction syntaxique constitué du groupe nominal avec un numéral cardinal doit être au nominatif, c'est le numéral qui est à ce cas, et le nom dont le numéral exprime la quantité est au cas exigé par celui-ci. Ainsi :
- Avec один, одне, одна (1), le nom est au nominatif singulier : один брат « un frère », одне село « un village », одна сестра « une sœur ».
- Avec два/дві (2), три (3) et чотири (4), il est au nominatif pluriel : два брати/села, дві сестри; три/чотири брати/ села/ сестри.
- Avec п’ять (5) et au-delà de ce nombre, il est au génitif pluriel : п’ять братів/ сел/ сестер.

Quand le groupe nominal doit être à un autre cas que le nominatif, c'est le nom qui est à ce cas, et les numéraux jusqu'à 999 s'accordent en cas avec le nom, ex. у восьми будинках « dans huit bâtiments » (locatif). 1000 et les numéraux au-delà sont au cas auquel doit être le terme à fonction syntaxique, et le nom reste au génitif pluriel : тисяча (N.) осіб (G. pl.) « mille personnes », тисячею (I.) осіб (G. pl.) « avec mille personnes ».
Dans le cas des nombres composés, ces règles s'appliquent au dernier composant et au nom.
Lorsqu'ils sont au nominatif, les numéraux collectifs et tous les autres mots déclinables, ainsi que les adverbes qui expriment la quantité se construisent avec le nom au génitif pluriel :
двоє саней « deux traîneaux » ;
багато/ мало/ кілька/ сила людей « beaucoup de/ peu de/ quelques/ une multitude de gens ».

### L'ordre des mots dans la phrase énonciative
Les principaux aspects de l'ordre des mots dans la phrase énonciative ukrainienne neutre, c'est-à-dire ne subissant l'influence d'aucun facteur pragmatique ou psychique, sont les suivants :
- Le sujet précède le prédicat, celui-ci précède les compléments et le COI d'attribution précède le COD : Він дав йому книжку « Il lui a donné le livre/un livre » (litt. « Il a donné à lui livre (A.) »).
- L'épithète précède le nom auquel il est subordonné : стара хата « une/la maison ancienne »[44].
- Le complément exprimé par un adverbe dérivé d'un adjectif précède le verbe déterminé (Biн приязно дивився на неї « Il la regardait amicalement » (litt. Il amicalement regardait à elle (A.) »), mais d'autres adverbes le suivent : Biн дивився вперeд « Il regardait en avant ».
- L'ukrainien se caractérise par des prépositions mais celles comportant plus de deux syllabes peuvent aussi être postposées : ex. заради нього ou його заради « dans son intérêt (à lui) ».